# Mücka
Mücka är en kommun och ort i Landkreis Görlitz i förbundslandet Sachsen i Tyskland. Kommunen har cirka 1 000 invånare.
Kommunen ingår i förvaltningsområdet Diehsa tillsammans med kommunerna Hohendubrau, Quitzdorf am See och Waldhufen.